# Franz Höllriegel

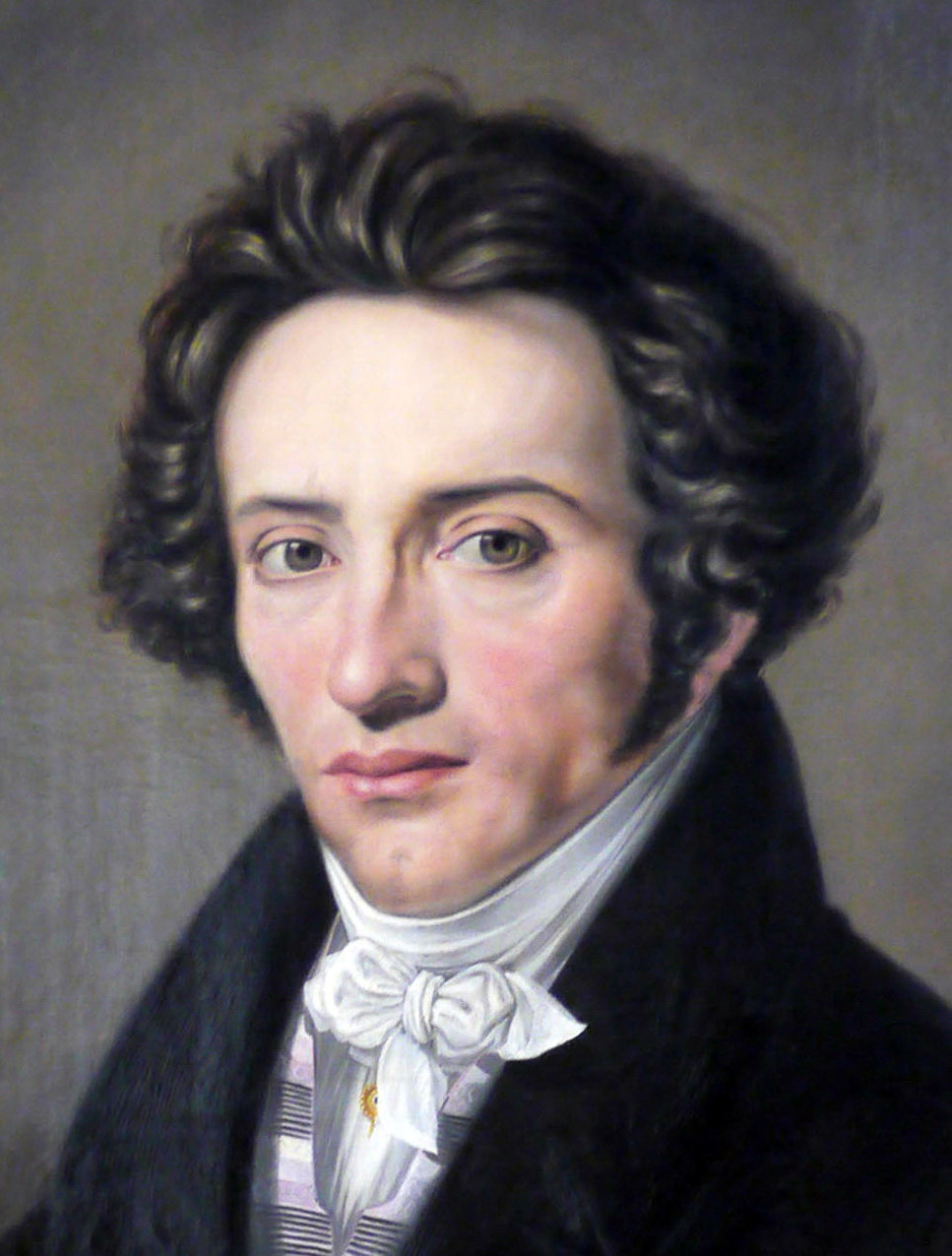
Franz Höllriegel

Franz Höllriegel (* 24. Oktober 1794 in Donzdorf; † 9. Mai 1858 in München) war ein deutscher Steinmetzmeister mit Südtiroler Vorfahren und der Gründer des Ortes Höllriegelskreuth.

## Leben
Seine Ausbildung zum Steinmetz machte er in Stuttgart bei Georg Arndt. Im Jahr 1816 kam er auf Empfehlung von Anton von Rechberg, seinerzeit Oberhofmeister des Prinzen Karl und 1818 Generaladjutant von König Max I. Joseph, nach München. Sein Vater wie auch er arbeiteten seinerzeit an Bauvorhaben der Familie Rechberg in Donzdorf. Zunächst beaufsichtigte er als Steinmetzpolier die Errichtung der Glyptothek unter Leo von Klenze. Am 8. Februar 1822 wurde ihm von dem König von Bayern als erst drittem Steinmetz in München eine Steinmetzkonzession bewilligt, die am 30. August 1822 von dem Münchner Magistrat bestätigt wurde. Seitdem arbeitete er als Steinmetzmeister und Lieferant für Baustoff vor allem für die Bauten, die Leo von Klenze für König Ludwig I. errichtete. Aufgrund seiner Vorliebe für dunkle Materialien, vor allem Basalt und Granit, hatte er den Beinamen „der schwarze Steinmetz“.
Am 22. August 1822 wurde er Bürger in München. Am 3. Februar 1823 heiratete er Josepha Keller aus Marktoffingen in St. Peter. Aus der Ehe gingen fünf Kinder hervor. 8 Jahre nach der Hochzeit starb Josepha in München an Lungenvereiterung. Am 20. Februar 1832 heiratete Franz Höllriegel in St. Peter die jüngere Schwester seiner verstorbenen Frau, Barbara Keller. Aus der Ehe gingen zwei Kinder hervor, Albert und Barbara.
Seit 1838 führte er ein eigenes bürgerliches Wappen.
Seine jüngste Tochter Barbara ehelichte Ferdinand Scotzniovsky, welcher die Nymphenburger Porzellanmanufaktur von 1862 bis 1888 gepachtet hatte. Die gemeinsame Tochter Barbara heiratete 1894 zunächst den Arzt Dr. Ludwig Eisenberger, Sohn von Maximilian Eisenberger, und nach dem frühen Tod ihres Mannes seinen Bruder Eugen Eisenberger, Apotheker in Regensburg. Ihre zweite Tochter Emanuela heiratete einen dritten Sohn von Maximilian Eisenberger, den Rechtsanwalt und Bänker Dr. Carl Eisenberger, der auch Justiziar der herzoglichen Wittelsbacher in Bayern war. Auch mit dem vierten Sohn von Maximilian Eisenberger, Friedrich Eisenberger, gab es eine Beziehung: Friedrich heiratete Anna Brandmeier. Der Schwiegervater der Tochter von Anna Brandmeier und Franz von Stuck, Mary von Stuck, Jacob Heilmann erwarb später Teile des Höllriegelbesitzes an der Isar.
Franz Höllriegel besaß in der Müllerstraße im Glockenbachviertel die benachbarten Gebäude mit den damaligen Hausnummern 45, 46a, 46b, 46c (heute 39), 46e und 47. In der Müllerstraße 47 hatte er eine Werkstatt. Von dem von ihm miterrichteten Haslauer-Block (heute Ludwigspalais) gehörte ihm die heutige Ludwigstraße 6 (seinerzeit Ludwigstraße 27) sowie das Nachbargebäude in der Von-der-Tann-Straße (seinerzeit Frühlingsstraße 1). Im Lehel gehörte ihm die Gewürzmühlstraße 3 sowie die St. Anna Straße 15. In der Innenstadt besaß er das Gebäude Dienerstraße 21 in unmittelbarer Nachbarschaft zu dem Sitz von Dallmayr, das heute ein Teil des heutigen Kaufhauses Ludwig Beck am Rathauseck gegenüber dem Rathaus ist; dieses Gebäude erbte seine Tochter Barbara.

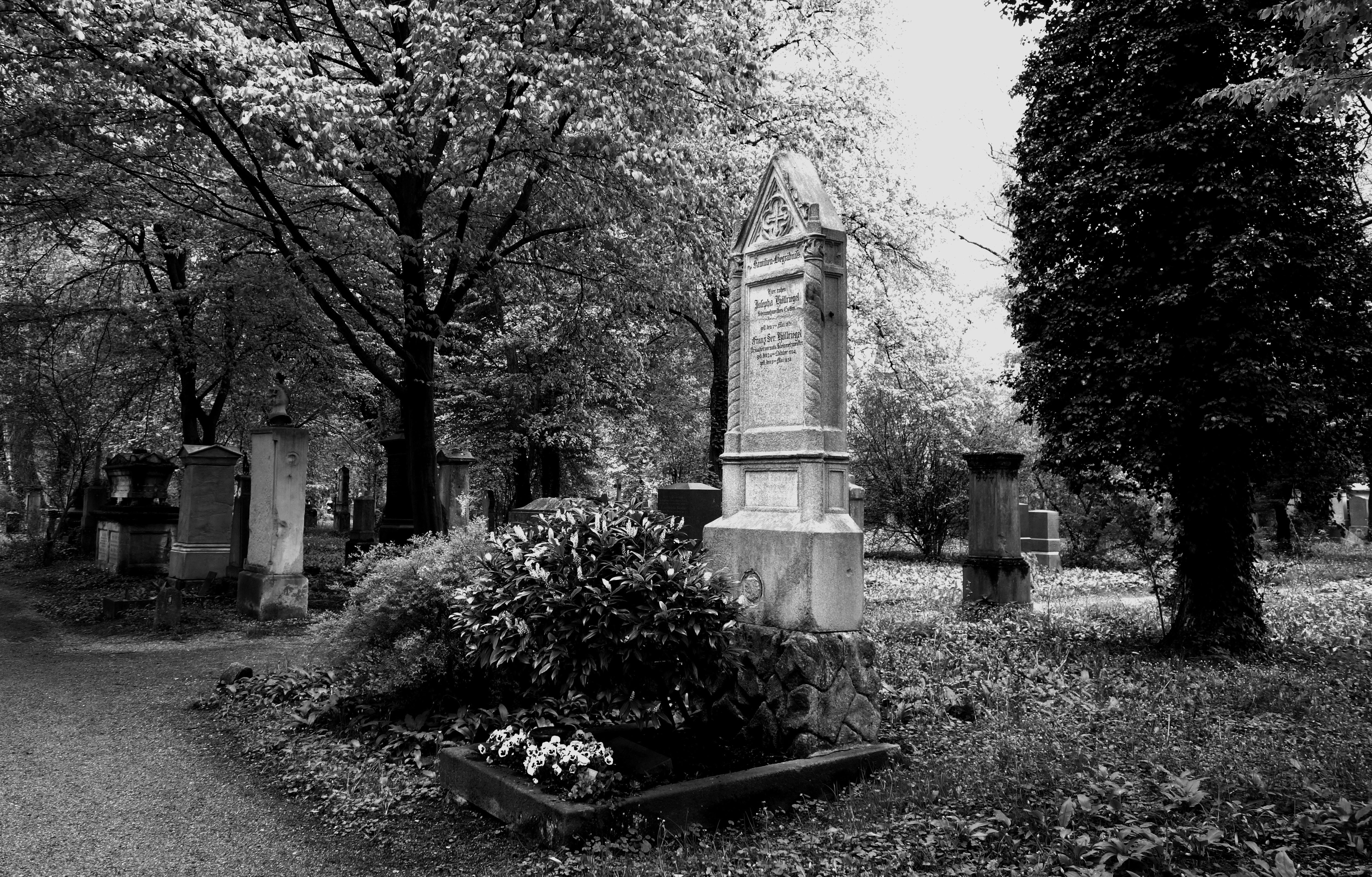
Familiengrab Höllriegel

Er starb in der Müllerstraße am 9. Mai 1858. Franz Höllriegel liegt begraben im Familiengrab am Alten Südlichen Friedhof neben der Grabstätte der Familie Pschorr und gegenüber dem Grab von Carl Spitzweg.
Nach Franz Höllriegel ist die Franz-Höllriegel-Straße in Pullach im Isartal benannt.

## Bauwerke
Franz Höllriegel war für die Bauausführung von wichtigen Elementen der klassizistischen Umgestaltung Münchens mitverantwortlich, wie beispielsweise dem Marstall, dem Königsplatz, der Ludwigstraße, dem Haslauer-Block, der Ruhmeshalle, der Alten Pinakothek, der Ludwigskirche und Erweiterungen der Residenz (einschließlich der Erweiterung der Hofarkaden im Nordwesten des Hofgartens).
Am 12. Februar 1841 kaufte er die seit der Keltenzeit bestehende und 1764 aufgelassene Zoll- und Handelsstation an der Isar (und der Kelten-Römerstraße) zusammen mit einer Furt und Fähre, den sogenannten Sedlmayerhof 6 ½, in Pullach; das heute als Brückenwirt bekannte Anwesen an der Isar. Schon vorher erhielt er von Ludwig I. dort den Nagelfluh-Steinbruch. Bis 1858 vergrößerte er sein Anwesen dort auf 110 Hektar. Sein wichtigster Auftraggeber, König Ludwig I., war gerne Gast auf seinem Besitz an der Isar.
Am 18. Juni 1851 erhielt Franz Höllriegel die Genehmigung von König Maximilian II., den Bereich „Höllriegels Gereuth“ zu nennen, Rodung des Höllriegel: Die Geburtsstunde des heutigen Höllriegelskreuth. Von 1852 bis 1858 errichtete auf seinem Besitz den kleinen Landschaftsgarten Höllriegel-Park mit Monopteros, Mariensäule und einer Kapelle. Der Park wurde nach Renovierungsarbeiten am 14. November 2019 wiedereröffnet.